# Ariadne Díaz
Ariadne Díaz (Puerto Vallarta, Jalisco, 16 de agosto de 1986) es una actriz mexicana.

## Biografía
Ariadne Díaz es una actriz egresada del Centro de Educación Artística (CEA) de Televisa. A los 20 años hizo su debut en la televisión, protagonizando la telenovela Muchachitas como tú, donde interpretó a Leticia Hernández.
Después apareció en la telenovela Al diablo con los guapos de Angelli Nesma como antagonista, donde dio vida a Florencia.
A finales de 2008, se une con el productor Nicandro Díaz al elenco de la telenovela Mañana es para siempre, haciendo el papel de Aurora.
En 2010 protagoniza con Valentino Lanús la telenovela Llena de amor de la productora Angelli Nesma, en la que interpreta a Marianela Ruiz y de Teresa Pavón.
En 2012 regresa para su tercer protagónico en la telenovela La mujer del Vendaval (producida por MaPat) interpretando a Marcela Morales, compartiendo créditos con José Ron.
En 2014 hace una participación especial de 5 capítulos en El color de la pasión, telenovela producida por Roberto Gómez Fernández donde dio vida a Adriana Murillo y ese mismo año es escogida por el productor José Alberto Castro para protagonizar La malquerida, al lado de Victoria Ruffo y Christian Meier.
En 2017 protagonizó la telenovela  La doble vida de Estela Carrillo, junto a David Zepeda.
En 2018 protagoniza Tenías que ser tú, junto a Andrés Palacios y  Fernando Alonso.
En 2022 hace su regreso a las telenovelas protagonizando Vencer la ausencia compartiendo créditos nuevamente junto a Danilo Carrera y David Zepeda.
En 2024 se une con la productora Rosy Ocampo para interpretar a Aidé Mosqueda en Papás por conveniencia, compartiendo créditos nuevamente con José Ron, además de Daniela Luján, Martín Ricca y otros actores de telenovelas infantiles de los 2,000.

## Trayectoria

### Telenovelas y series
| Año       | Telenovela                       | Personaje                                                       |
| --------- | -------------------------------- | --------------------------------------------------------------- |
| 2007      | RBD: la familia                  | Claudia                                                         |
| 2007      | Muchachitas como tú              | Leticia Hernández Fernández "Herfer"                            |
| 2008      | Al diablo con los guapos         | Florencia Echeverría de Belmonte                                |
| 2008-2009 | Mañana es para siempre           | Aurora Artemisa Bravo Sánchez                                   |
| 2010-2011 | Llena de amor                    | Marianela Ruiz y de Teresa Pavón / Victoria de la Garza Montiel |
| 2012-2013 | La mujer del Vendaval            | Marcela Morales Aldama                                          |
| 2014      | El color de la pasión            | Adriana Murillo de Gaxiola                                      |
| 2014      | La malquerida                    | Acacia Rivas Maldonado                                          |
| 2017      | La doble vida de Estela Carrillo | Estela Carrillo Infante / Laura Oviedo Hernández                |
| 2017      | 40 y 20                          | Jennifer Bracamontes                                            |
| 2018      | Tenías que ser tú                | Marisa Santiesteban Elorza                                      |
| 2022      | Mi tío                           | Sam                                                             |
| 2022      | Vencer la ausencia               | Julia Miranda Chávez                                            |
| 2023      | Más allá de ti                   | Amy                                                             |
| 2023      | Vencer la culpa                  | Julia Miranda Chávez                                            |
| 2023      | Amores que engañan               | Alejandra                                                       |
| 2024-2025 | Papás por conveniencia           | Aidé Mosqueda                                                   |

### Programas
| Año  | Telenovela               | Personaje |
| ---- | ------------------------ | --------- |
| 2006 | Energía extrema Sonric's | Ari       |
| 2007 | RBD: la familia          | Claudia   |
| 2008 | ¿Cuánto quieres perder?  | Invitada  |
| 2017 | 40 y 20                  | Jennifer  |

### Cine
| Año  | Película                   | Personaje |
| ---- | -------------------------- | --------- |
| 2013 | 3-6 Until Sunrise          | Mujer     |
| 2018 | Te juro que yo no fui      | Mónica    |
| 2020 | El testamento de la abuela | Andrea    |

### Teatro
| Año  | Obra de teatro           | Personaje       |
| ---- | ------------------------ | --------------- |
| 2012 | Dulce pájaro de juventud |                 |
| 2013 | Perfume de Gardenia      | Yolanda         |
| 2015 | La Dalia Negra           | Elizabeth Short |
| 2017 | Las Arpías               | Susana          |

### Otras apariciones
| Año  | Video musical           | Cantante     |
| ---- | ----------------------- | ------------ |
| 2012 | «Incondicional»         | Prince Royce |
| 2013 | «Cuando estás de buena» | Grupo Pesado |

## Premios y nominaciones

### Premios TVyNovelas
| Año  | Categoría                 | Telenovela                       | Resultado |
| ---- | ------------------------- | -------------------------------- | --------- |
| 2018 | Mejor actriz              | La doble vida de Estela Carrillo | Nominada  |
| 2015 | Mejor actriz              | La malquerida                    | Nominada  |
| 2008 | Mejor revelación femenina | Muchachitas como tú              | Nominada  |

### Premios Juventud
| Año  | Categoría    | Telenovela            | Resultado |
| ---- | ------------ | --------------------- | --------- |
| 2014 | La más guapa | La mujer del Vendaval | Ganadora  |

| Año  | Categoría                                        | Telenovela            | Resultado |
| ---- | ------------------------------------------------ | --------------------- | --------- |
| 2014 | Premios Juventud - La chica que me roba el sueño | La mujer del Vendaval | Nominada  |

### TV Adicto Golden Awards
| Año  | Categoría    | Telenovela            | Resultado |
| ---- | ------------ | --------------------- | --------- |
| 2014 | Mejor pareja | La mujer del Vendaval | Ganadora  |